# Nipissing
Nipissing es un municipio canadiense situado en la provincia de Ontario.

## Superficie
Nipissing tiene una superficie de 387,95 km².

## Demografía
En 2021, tenía 1769 habitantes, una densidad poblacional de 4,6 hab./km², y 1012 viviendas.